# Hispanogryllus yunque
Hispanogryllus yunque är en insektsart som beskrevs av Otte, D. och Perez-gelabert 2009. Hispanogryllus yunque ingår i släktet Hispanogryllus och familjen syrsor. Inga underarter finns listade i Catalogue of Life.